# Muqui
Muqui is een gemeente in de Braziliaanse deelstaat Espírito Santo. De gemeente telt 14.377 inwoners (schatting 2009).
De gemeente grenst aan Cachoeiro de Itapemirim, Mimoso do Sul, Atílio Vivácqua en Jerônimo Monteiro.